# Fiesole
Fiesole is een stadje in de Italiaanse regio Toscane. Het behoort tot de provincie Florence. De plaats ligt op een berghelling, uitkijkend over het dal van de Arno en de nabijgelegen stad Florence.
Fiesole was een belangrijke stad van de Etrusken, Vipsul of Visul was de Etruskische naam. Na dit volk kwamen de Romeinen, die de stad Faesulae noemden. Fiesole was de geboorteplaats van twee belangrijke 15e-eeuwse beeldhouwers: Francesco di Simone Ferrucci en Mino da Fiesole.
In Fiesole ligt een archeologisch park met resten van een Etruskische muur en tempel en van Romeinse thermen en een Romeins theater.

## Bezienswaardigheden
- Etruskische muur
- Romeins theater van Fiesole
- Romeinse resten van thermen en een klooster
- Kathedraal "San Romolo", gebouwd in de 11e eeuw
- Klooster San Francesco met kloostergang uit de 14e eeuw
- Museo archeologico: vondsten uit bronstijd en de Etruskische periode
- Museo Bandini: schilderijen uit de vroege en midden-Renaissance en terracotta's uit de school van Luca della Robbia
- Antiquarium Costantini: Griekse en Etruskische voorwerpen

## Geboren in Fiesole
- Giorgio Albertazzi (1923-2016), acteur;
- Emanuele Pellucci (1944), journalist;
- Alice Rohrwacher (1981), filmregisseur en scenarioschrijver;
- Andrea Barzagli (1981), voetballer;
- Elena Linari (1994), voetbalster.

## Overleden in Fiesole
- Wijnand Otto Jan Nieuwenkamp (1874-1950), Nederlands kunstenaar;
- Jacques de Groote (1927-2024), Belgisch bankier.

## Afbeeldingen

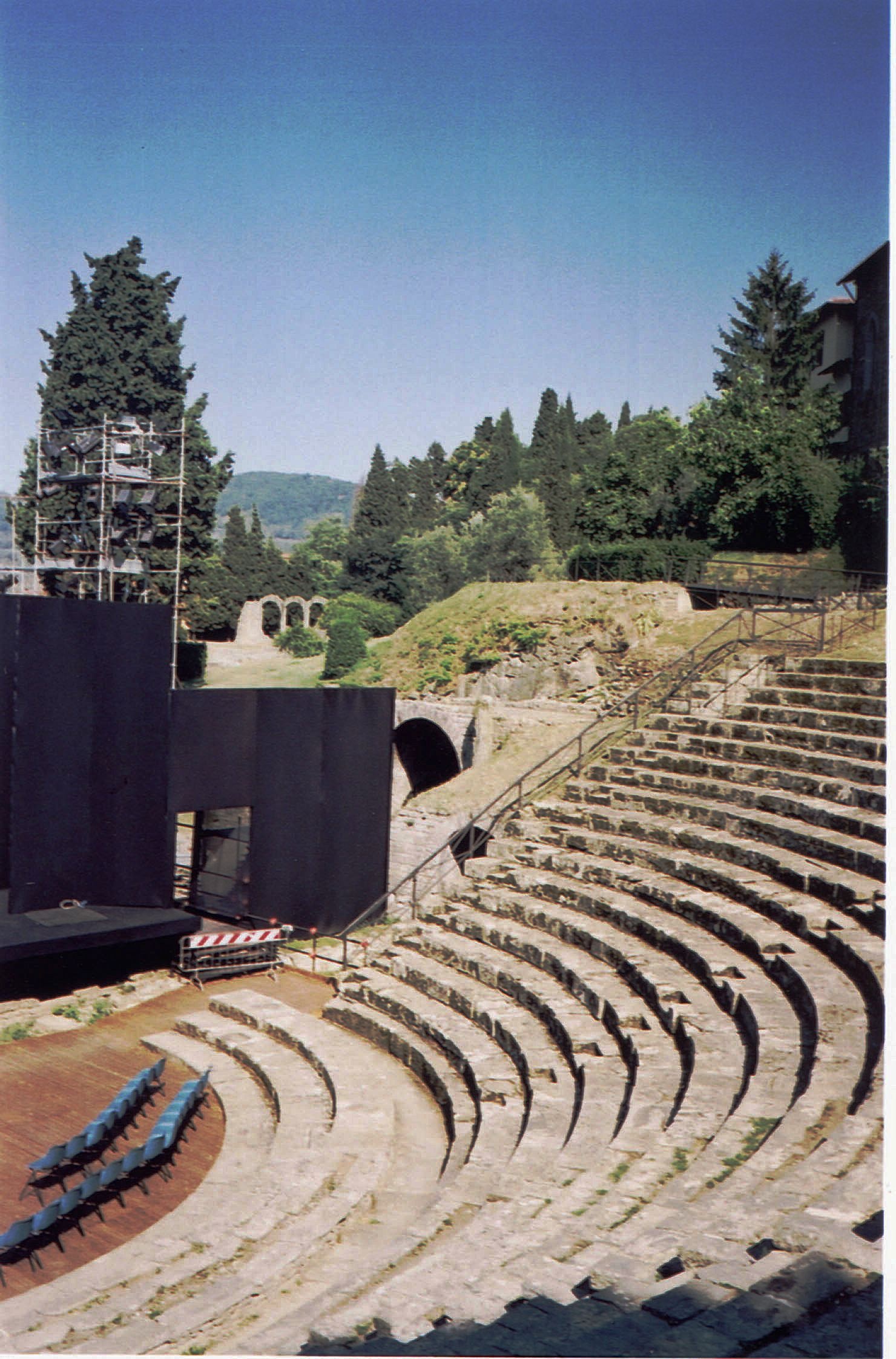
Romeins theater
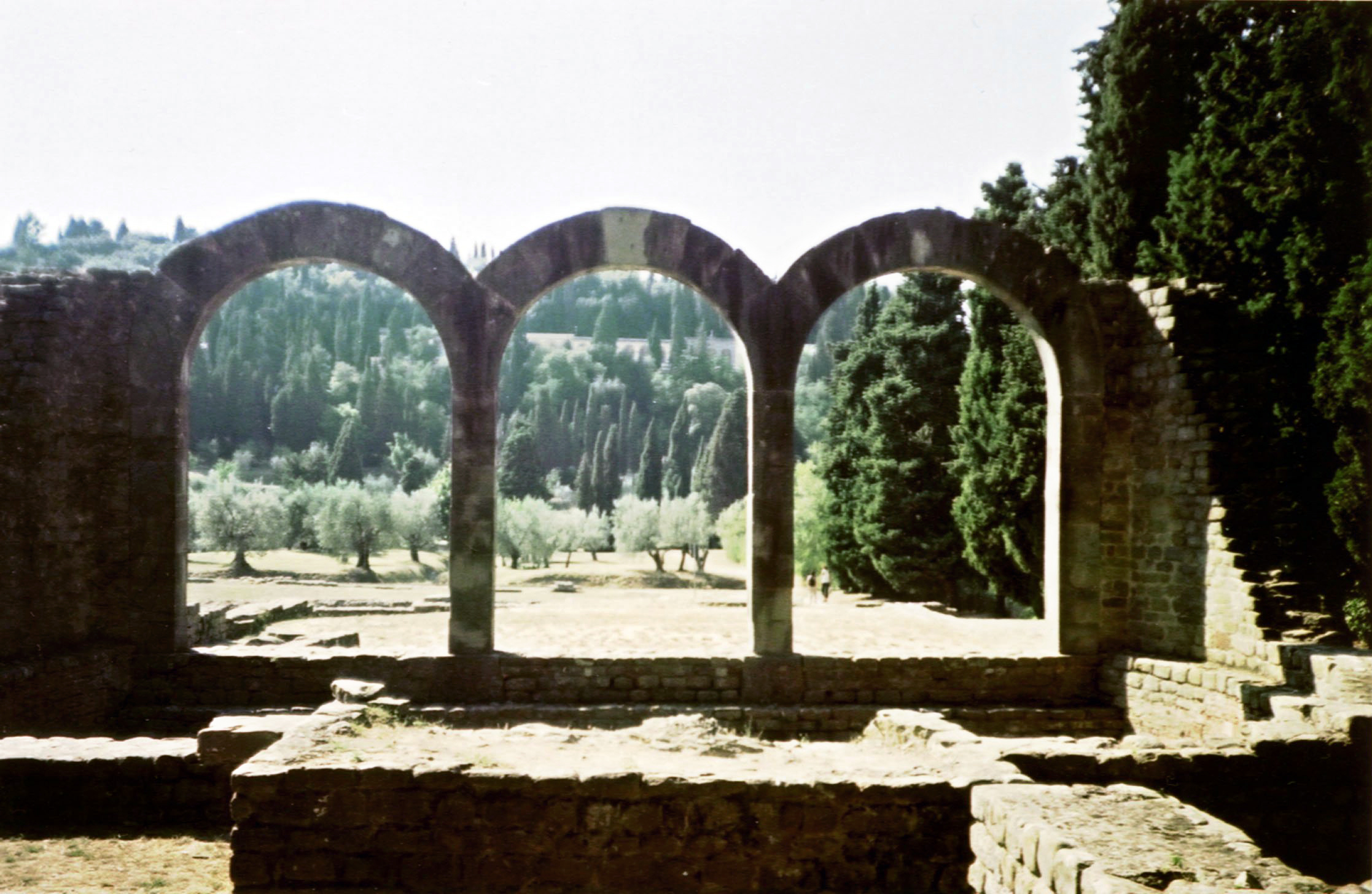
Bogen in Fiesole